# Medny (Insel)
Medny (russisch о́стров Ме́дный/ostrow Medny; Medny-Insel, übersetzt Kupferinsel) ist nach der Beringinsel die zweitgrößte Insel der Kommandeurinseln.

## Geographie
Die 186 km² große Insel ist 59 km lang und zwischen 5 und 7 km breit, im Südostteil schmaler. Der höchste Punkt gora Gawanskaja (гора́ Гава́нская, auf Deutsch etwa „Hafenberg“) liegt im Nordwestteil der Insel und hat eine Höhe von 640 m. Am nordwestlichen Ende der Insel liegen die Biberfelsen (Бобро́вые ка́мни/Bobrowyje kamni), die durch einen Isthmus von etwa 1 km Länge mit der Insel verbunden sind.
Der frühere Hauptort Preobraschenskoje (Преображе́нское) ist verlassen.
Die Durchschnittstemperatur beträgt im Jahresmittel etwa +2,8 °C.

## Geschichte

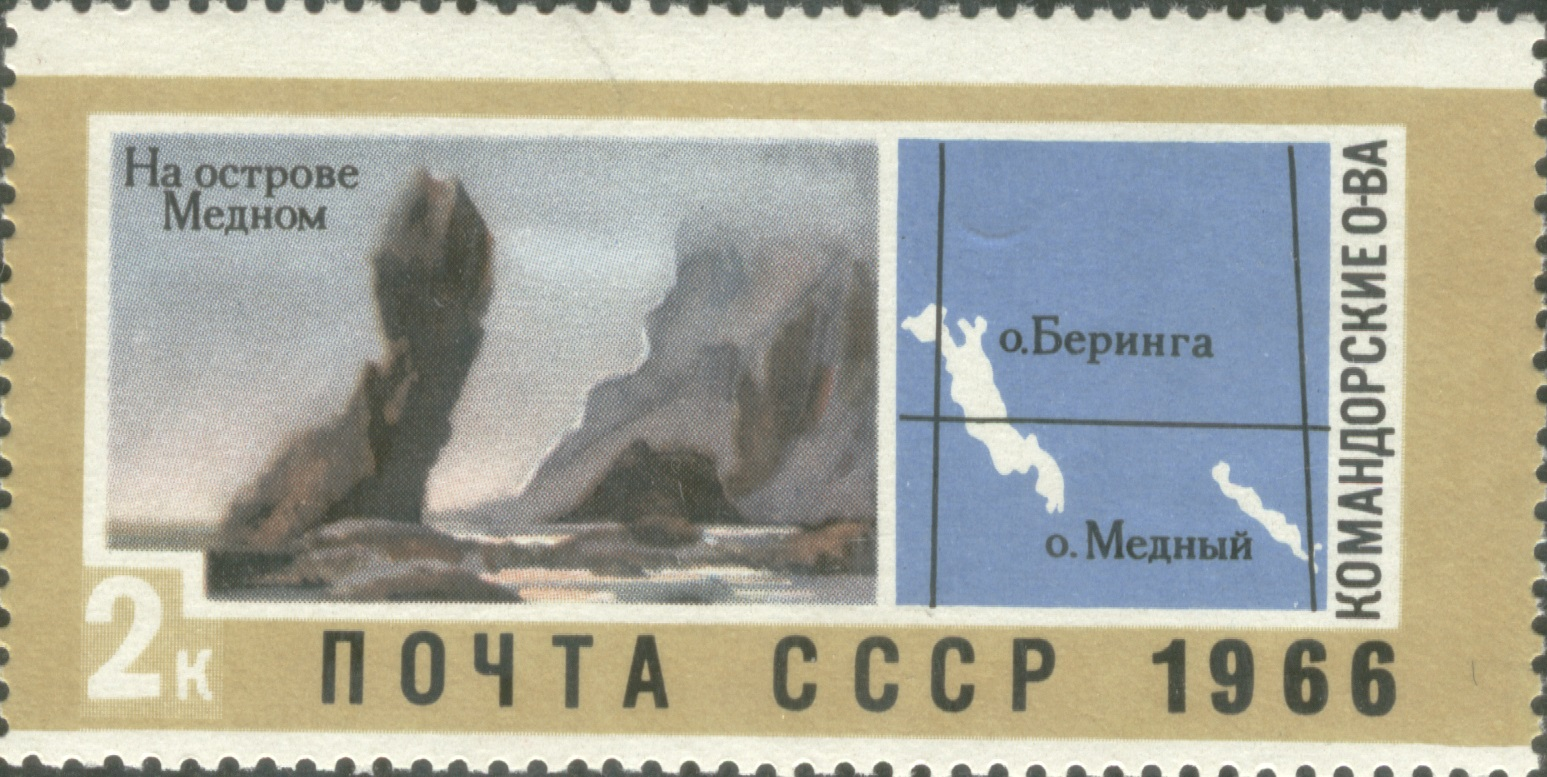
Medny auf einer sowjetischen Briefmarke (Bild und rechte Insel auf der Karte, neben Beringinsel)

Die Insel wurde von Vitus Bering 1741 auf der Zweiten Kamtschatkaexpedition, auch Große Nordische Expedition, entdeckt. Auf dem unbewohnten Eiland wurde die Siedlung Preobraschenskoje Ende des 19. Jahrhunderts von Aleuten gegründet, die ursprünglich auf der Insel Attu heimisch waren.
1970 wurden alle Bewohner Mednys auf die benachbarte Beringinsel umgesiedelt. Die heute wieder unbewohnte Insel dient als Studienobjekt für die Erforschung der arktischen Flora und Fauna.
Auf der Insel sind unter anderem Seeotter, Walrosse und Polarfüchse heimisch.